# Jennifer Stone
Jennifer Lindsay Stone (Arlington (Texas), 12 februari 1993) is een Amerikaans actrice. Ze speelt in de televisieserie Wizards of Waverly Place waar ze de vriendin van Alex Russo (Selena Gomez) speelt.

## Leven en carrière
Jennifer is geboren in Arlington, Texas. Ze begon met acteren toen ze 6 jaar was, in lokale theaters. Toen ze acht jaar was, zat ze bij een agentschap. Stone werd voor het eerst bekend in de rol als Martha, in New Line Cinema’s Secondhand Lions. Ze werd genomineerd voor de Young Artist Award voor deze rol, en voor de gastrol in House M.D. in 2005. Ze had ook bijrolletjes in Lion of Fire en Without a Trace. In februari 2007 kreeg ze een hoofdrol in de Disney-serie Wizards of Waverly Place als de fashionista, Harper Finkle. Ze heeft vele YouTube filmpjes gemaakt met Selena Gomez en David Henrie, twee van haar medespelers, en heeft een eigen YouTube-account gemaakt. In 2009 had ze een rol in een Disney Channel Original Movie Dadnapped, waarin haar stem te horen is. Ze is ook te horen in Phineas and Ferb als Amanda. In 2010 speelde ze de hoofdrol in de film Harriet the Spy; Blog Wars.

## Filmografie
| Jaar | Titel                               | Rol               | Opmerking                               |
| ---- | ----------------------------------- | ----------------- | --------------------------------------- |
| 2003 | Secondhand Lions                    | Martha            |                                         |
| 2009 | Dadnapped                           | Debbie            | (Stem); tv-film                         |
| 2009 | Wizards of Waverly Place: The Movie | Harper Finkle     | Hoofdrol; Disney Channel Original Movie |
| 2010 | Harriet the Spy: Blog Wars          | Harriet M. Welsch | Hoofdrol; tv-film                       |
| 2011 | Mean Girls 2                        | Abby Hanover      | Hoofdrol                                |
| 2011 | Holly, Jingles and Clyde 3D         |                   |                                         |
| 2013 | Nothing Left to Fear                | Mary              |                                         |

| Jaar       | Titel                    | Rol            | Opmerking                                         |
| ---------- | ------------------------ | -------------- | ------------------------------------------------- |
| 2004       | Line of Fire             | Lily O'Donnell | Aflevering: "Mother and Child Reunion"            |
| 2005       | Without a Trace          | Brittany       | Aflevering: "The Innocents"                       |
| 2005       | House M.D.               | Jessica Simms  | Aflevering: "Heavy"                               |
| 2007– 2012 | Wizards of Waverly Place | Harper Finkle  | Semi-Hoofdrol                                     |
| 2009       | Phineas and Ferb         | Amanda         | Aflevering: "Phineas and Ferb's Quantum Boogaloo" |